# 392 Wilhelmina
392 Wilhelmina este un asteroid din centura principală, descoperit pe 4 noiembrie 1894, de Max Wolf.